# 黑脸鹟莺
黑脸鶲莺（学名：Abroscopus schisticeps）为鶲科鶲莺属的鸟类。该物种的模式产地在尼泊尔。

## 亚种
- 黑脸鶲莺滇东亚种（学名：Abroscopus schisticeps flavimentalis）。在中国大陆，分布于西藏、云南等地。该物种的模式产地在缅甸。[2]
- 黑脸鶲莺滇西亚种（学名：Abroscopus schisticeps ripponi）。在中国大陆，分布于云南、?四川等地。该物种的模式产地在云南。[3]